# Fanas Salimow
Fanas Nagimuły Salimow, kaz. Фанас Нагимұлы Салимов, ros. Фанас Нагимович Салимов, Fanas Nagimowicz Salimow (ur. 19 lutego 1964 w Szymkencie, Kazachska SRR, zm. 27 sierpnia 2021) – kazachski piłkarz, grający na pozycji pomocnika, trener i sędzia piłkarski.

## Kariera piłkarska

### Kariera klubowa
W 1980 rozpoczął karierę piłkarską w SKIF Ałmaty, po pół roku wrócił do rodzimego miasta, gdzie został piłkarzem Melioratoru Szymkent. Jesienią 1981 został zaproszony do Kajratu Ałmaty. W 1991 rozegrał jeden mecz w składzie Soʻgʻdiyona Dżyzak. Na początku 1992 wyjechał do Ukrainy, gdzie bronił barw klubów Worskła Połtawa, Nywa Tarnopol, Ewis Mikołajów, Krywbas Krzywy Róg i SK Mikołajów. W 1996 powrócił do Kazachstanu i potem występował w klubach Batyr Ekibastuz, Kajnar Tałdy Kurgan, Żiger Szymkent, Szachtior Karaganda i Sintez Szymkent. W 1999 przeszedł do FK Taraz, w którym zakończył karierę piłkarza w roku 2000.

### Kariera reprezentacyjna
W 1981 zdobył brązowy medal w juniorskiej reprezentacji ZSRR na mistrzostwach Europy w Finlandii. W 1983 bronił barw młodzieżowej reprezentacji ZSRR na mistrzostwach świata.

## Kariera trenerska
Po zakończeniu kariery piłkarskiej rozpoczął pracę szkoleniowca. W 2001 roku pomagał trenować Dostyk Szymkent. Chciał szkolić dzieci w piłkę nożną

## Kariera sędziowska
Jako arbiter kategorii krajowej w latach 2002-2006 sędziował 4 mecze piłkarskie w Kazachskiej Wyższej Lidze jako główny arbiter. Jako sędzia liniowy obsługiwał 38 meczów.

## Sukcesy i odznaczenia

### Sukcesy piłkarskie
Kajrat Ałmaty
- mistrz Pierwoj ligi ZSRR: 1983
- brązowy medalista mistrzostw ZSRR: 1989
- zdobywca Pucharu Federacji Piłki Nożnej ZSRR: 1988